# Giungla di cemento (romanzo)
Giungla di cemento è un romanzo breve di Charles Stross. Pubblicato nel 2004, ha vinto il premio Hugo per il miglior romanzo breve l'anno successivo. Il romanzo fa parte di una serie che ha per protagonista Bob Howard, in cui si mescolano elementi di fantascienza, ucronia, horror lovecraftiano e spy story all'inglese.

## Storia editoriale
Tra il novembre 2001 e il novembre 2002, sulla rivista Spectrum SF veniva pubblicato il romanzo breve The Atrocity Archives che, ripubblicato nel 2004 in edizione paperback, includeva anche il romanzo breve The Concrete Jungle. In Italia la raccolta è stata pubblicata nel 2016 con il titolo Rapporto sulle atrocità mentre il racconto breve The Concrete Jungle era già uscito nelle librerie nel 2007 con il titolo Giungla di cemento.
L'opera ha vinto nel 2005 il premio Hugo per il miglior romanzo breve, classificandosi secondo al Premio Locus per il miglior romanzo breve.

## Trama
La storia prende spunto dal mito delle Gorgoni, in grado di trasformare in pietra quello che guardano. L'idea viene immersa in uno scenario moderno, dove si ipotizza che sia possibile dotare di un simile "sguardo pietrificante" delle comuni telecamere di videosorveglianza modificandone opportunamente il firmware. Il protagonista Bob Howard lavora per quella che è nota informalmente come "la Lavanderia", un ufficio dei servizi segreti britannici che si occupa di minacce paranormali. Bob si trova inizialmente a indagare su una mucca vittima di pietrificazione, il che lo condurrà a scoprire un complotto nato all'interno della stessa agenzia.

## Edizioni
- (EN) Charles Stross, The Concrete Jungle, in The Atrocity Archives, 1ª ed., Urbana (Illinois), Golden Gryphon, 2004.
- Charles Stross, Giungla di cemento, traduzione di Chiara Codecà, Odissea Fantascienza n.17, Delos Books, 2007, ISBN 978-88-89096-61-1.
- Charles Stross, Giungla di cemento, in Rapporto sulle atrocità, Urania n.1631, Mondadori, 2016,  p. 294, ISBN 978-88-52073-66-3.